# 跨澳航空

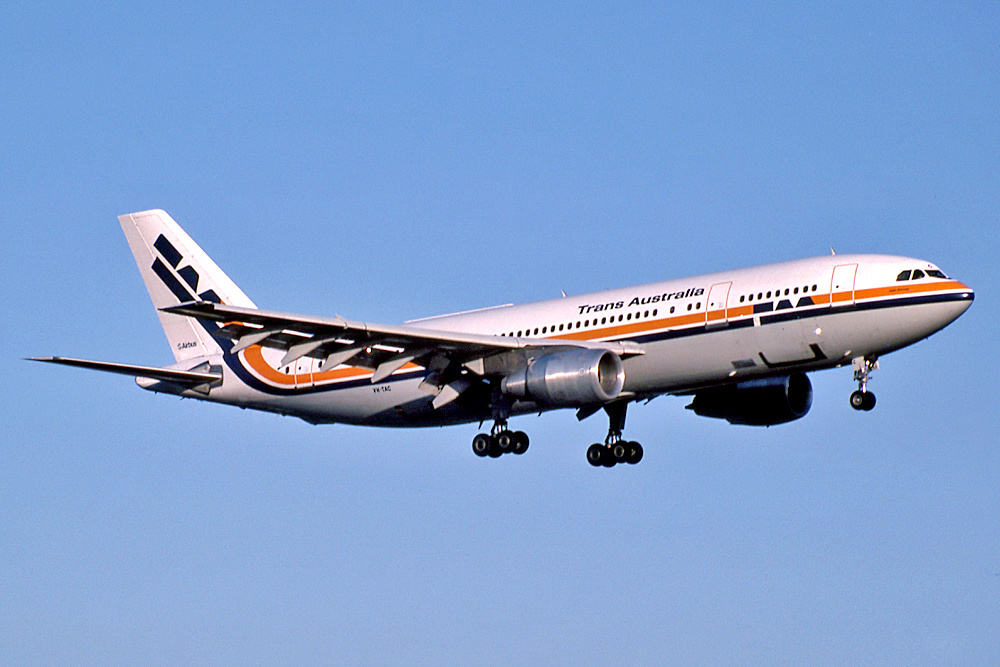
跨澳航空的空中客车A300（1983年）

跨澳航空（英語：Trans Australia Airlines，简称TAA，或译泛澳航空、环澳航空）自1946年创立起到1992年9月被澳洲航空（Qantas）并购为止，曾是澳大利亚的两大国内航空公司之一。跨澳航空1986年起改名澳大利亚航空（Australian Airlines）。1992年并入澳洲航空后，1993年起改标志为“澳洲航空”（Qantas），数年后两家公司的航空作业执照合并，两家公司完全合并。
跨澳航空曾在澳大利亚国内航空的发展史上扮演重要角色。澳大利亚政府设立国有航空公司跨澳航空，破除了澳洲全国航空（Australian National Aiways）在40年代在国内市场享受的近乎垄断的地位。跨澳航空同时在澳洲航空收归国有后接受了澳航在昆士兰的国内航空网络。跨澳航空也支持澳大利亚皇家飞行医生服务，为其提供飞机、飞行员和工程师。
跨澳航空当时的总部在墨尔本市。1954年跨澳航空是欧洲以外最早最早启用維克斯子爵涡轮螺旋桨飞机，1981年它在澳大利亚国内市场上最早启用宽体客机，购买了空中客车A300，使其较竞争对手安捷航空获得显著优势（安捷选择的是波音767-200）。
1986年跨澳航空改名“澳大利亚航空”后，曾出现有中文名称同为“澳航”、并同为国有企业的两家航空公司的局面，其中原跨澳航空经营国内航线，而“澳洲航空”（Qantas）则经营国际航线，直到1992年“澳航”国内航空公司并入“澳航”国际航空公司为止。在这一时期为了避免混淆“澳洲航空”（Qantas）曾启用“快达航空”的中文名称。
2002-2006年之间，澳航集团曾重新启用“Australian Airlines”名称，用于一家国际廉价航空公司，中文则称为“澳亚航空”，但机身识别与原跨澳航空（澳大利亚航空）不同。